# 로렌소 산스
로렌소 산스 만세보(스페인어: Lorenzo Sanz Mancebo, 1943년 8월 9일 ~ 2020년 3월 21일)는 스페인의 기업가이다. 1995년부터 2000년까지 레알 마드리드의 회장이었고, 말라가 CF를 소유했다.
2020년 3월 21일 코로나바이러스감염증-19로 인해 사망하였다.